# Spilocosmia bakeri
Spilocosmia bakeri är en tvåvingeart som beskrevs av Mario Bezzi 1914. Spilocosmia bakeri ingår i släktet Spilocosmia och familjen borrflugor. Inga underarter finns listade i Catalogue of Life.